# Macross Frontier
Macross Frontier (マクロスF, Makurosu Furontia) (ou Macross F) est un manga japonais adapté ensuite en anime et en light novel, qui fait partie de l'univers de Macross. Macross Frontier est un pionnier du style hybride M&C (mécha & cyber), ou du moins a rendu ce style vraiment populaire au Japon depuis son arrivée. L'histoire se déroule en 2059, soit 47 ans après la série originale The Super Dimension Fortress Macross, 19 ans après Macross Plus et 14 ans après Macross 7, mais toujours avant les OAV The Super Dimension Fortress Macross II: Lovers Again si on les garde dans l'univers Macross.
"Frontier" est une colonie spatiale (composée d'humains et de zentradi) à la recherche d'une planète habitable. L'histoire raconte la rencontre entre la flotte coloniale et une race extraterrestre hostile (les Vajra).
Pour cet animé célébrant le 25e anniversaire de cette licence culte, Shoji Kawamori a réuni Yasuhito Kikuchi (Saint Seiya, Aquarion, Noein) à la réalisation, le character design est confié à Mikan Ehime (Gravion Zwei, Prism Ark) et Yuichi Takahashi, et la célèbre Yoko Kanno pour la musique de l'animé.

## Histoire
2012 : La guerre contre la race des géants Zentradiens a laissé la Terre en ruine. Ayant échappé de peu à l'extinction, les Nouvelles Nations unies décident de lancer le projet Macross: La construction de gigantesques vaisseaux intergalactiques, à l'intérieur desquels est reconstitué l'écosystème terrien, grâce à la technologie acquise lors de la guerre afin d'assurer la survie de l'espèce humaine à travers la création de colonies sur les autres planètes habitables de la galaxie.
47 ans plus tard, en 2059, la 25e flotte colonisatrice de type Macross, Macross Frontier, continue son voyage vers le centre de la galaxie. C'est à bord d'un vaisseau intergalactique qu'arrive la star de la chanson : Sheryl Nome. L'artiste est très attendue, notamment par Ranka, fan inconditionnelle à qui on a offert un billet pour assister au concert-événement de son idole. Lucas, Alto et Michael, trois élèves pilotes de valkyries embauchés pour animer ce fameux concert, comptent également parmi les fans de la chanteuse.
La vie semble donc bien paisible sur la colonie quand, alors que tout le monde a les yeux tournés vers le spectacle, des aliens surgissent de la ceinture d'astéroïdes. Après avoir anéanti la première ligne de défense, l'ennemi s'apprête à envahir la colonie : l'histoire serait-un éternel recommencement ?

## Liste des épisodes
| No | Titre français                | Titre japonais           | Titre japonais      | Date de 1re diffusion                                         |
| No | Titre français                | Kanji                    | Rōmaji              | Date de 1re diffusion                                         |
| -- | ----------------------------- | ------------------------ | ------------------- | ------------------------------------------------------------- |
| 01 | Close Encounter               | クロース·エンカウンター  | Kurōsu Enkauntā     | 23 décembre 2007 (Deculture edition) 3 avril 2008 (broadcast) |
| 02 | Une traque difficile          | ハード·チェイス          | Hādo Cheisu         | 10 avril 2008                                                 |
| 03 | A vos marques                 | オン·ユア·マークス       | On Yua Mākusu       | 17 avril 2008                                                 |
| 04 | Miss Macross                  | ミス·マクロス            | Misu Makurosu       | 24 avril 2008                                                 |
| 05 | Rendez-vous avec une étoile   | スター·デイト            | Sutā Deito          | 1er mai 2008                                                  |
| 06 | Bye Bye Sheryl                | バイバイ·シェリル        | Bai Bai Sheriru     | 8 mai 2008                                                    |
| 07 | Premier assaut                | ファースト·アタック      | Fāsuto Atakku       | 15 mai 2008                                                   |
| 08 | La Reine du lycée             | ハイスクール·クイーン    | Hai Sukūru Kuīn     | 22 mai 2008                                                   |
| 09 | Feu allié                     | フレンドリー·ファイア    | Furendorī Faia      | 29 mai 2008                                                   |
| 10 | La légende du commencement    | レジェンド·オブ·ゼロ     | Rejendo obu Zero    | 5 juin 2008                                                   |
| 11 | L'anniversaire manqué         | ミッシング·バースデー    | Misshingu Bāsudē    | 19 juin 2008                                                  |
| 12 | La plus rapide des livraisons | ファステスト·デリバリー  | Fasutesuto Deribarī | 26 juin 2008                                                  |
| 13 | Mémoire globale               | メモリー·オブ·グローバル | Memorī obu Gurōbaru | 3 juillet 2008                                                |
| 14 | La berceuse de la mère        | マザーズ·ララバイ        | Mazāzu Rarabai      | 10 juillet 2008                                               |
| 15 | Paix perdue                   | ロスト·ピース            | Rosuto Pīsu         | 17 juillet 2008                                               |
| 16 | Ranka Attaque                 | ランカ·アタック          | Ranka Atakku        | 24 juillet 2008                                               |
| 17 | Au revoir, sœurette           | グッバイ·シスター        | Gubbai Shisutā      | 31 juillet 2008                                               |
| 18 | Célébrité en déclin           | フォールド･フェーム      | Fōrudo Fēmu         | 7 août 2008                                                   |
| 19 | Triangulaire                  | トライアングラー         | Toraiangurā         | 14 août 2008                                                  |
| 20 | Diamond Crevasse              | ダイアモンド·クレバス    | Daiamondo Kurebasu  | 21 août 2008                                                  |
| 21 | Ether Azure                   | 蒼のエーテル             | Ao no Ēteru         | 28 août 2008                                                  |
| 22 | La Croix du Nord              | ノーザン·クロス          | Nōzan Kurosu        | 4 septembre 2008                                              |
| 23 | Réel commencement             | トゥルー·ビギン          | Turū Bigin          | 11 septembre 2008                                             |
| 24 | Dernière frontière            | ラスト·フロンティア      | Rasuto Furontia     | 18 septembre 2008                                             |
| 25 | Le son de ta voix...          | アナタノオト             | Anata no Oto        | 25 septembre 2008                                             |